# Хан-Магомедов, Камал Гаджи-Курбанович
Кама́л Гаджи-Курба́нович Хан-Магоме́дов (род. 17 июня 1986, Дербент) — российский дзюдоист, чемпион России (2012), мира (2012), Европы и Европейских игр (2015), бронзовый призёр в личном зачёте и серебряный в команде  чемпионата мира 2014. Выступал в весовой категории до 66 килограммов. Имеет звание заслуженного мастера спорта России.

## Биография
Камал Хан-Магомедов родился 17 июня 1986 года в Дербенте. Отец — табасаранец, мать — азербайджанка. Родной дядя Камала — поэт Айдын Ханмагомедов.
Хан-Магомедов — воспитанник тренера дербентской ДЮСШ № 3 Садыха Абдулова.
В 2015 году в Баку в рамках Европейских игр прошёл и чемпионат Европы по дзюдо. Камал Хан-Магомедов удостоился двух медалей высшей пробы – «золота» Европейских игр 2015 и «золота» чемпионата Европы 2015. 17 декабря 2017 года заявил о завершении спортивной карьеры.

## Достижения
- Победитель этапа Кубка мира по дзюдо (Алмата, 2010)[6].
- Победитель этапа Кубка мира (Сайро, 2010).
- Победитель этапа Кубка мира (Апиа, 2010).
- Серебряный призёр Гран-при (Циндао, 2010).
- Победитель командного Чемпионата мира (Бразилия, 2012)[7].
- Бронзовый призёр Гран-при (Циндао, 2012)[8].
- Бронзовый призёр Большого Шлема (Москва, 2012).
- Победитель этапа Кубка мира (Апиа, 2012).
- Чемпион России (Кемерово, 2012)[9].
- Серебряный призёр чемпионата Европы (Будапешт, 2013)[10].
- Бронзовый призёр Чемпионата мира по дзюдо (Челябинск, 2014)[11].
- Чемпион I Европейских игр (Баку, 2015)
- Победитель Гран-при (Гавана, 2016)

## Награды
- Заслуженный мастер спорта России (28 октября 2015 года)[12].